# Gubernia bakijska

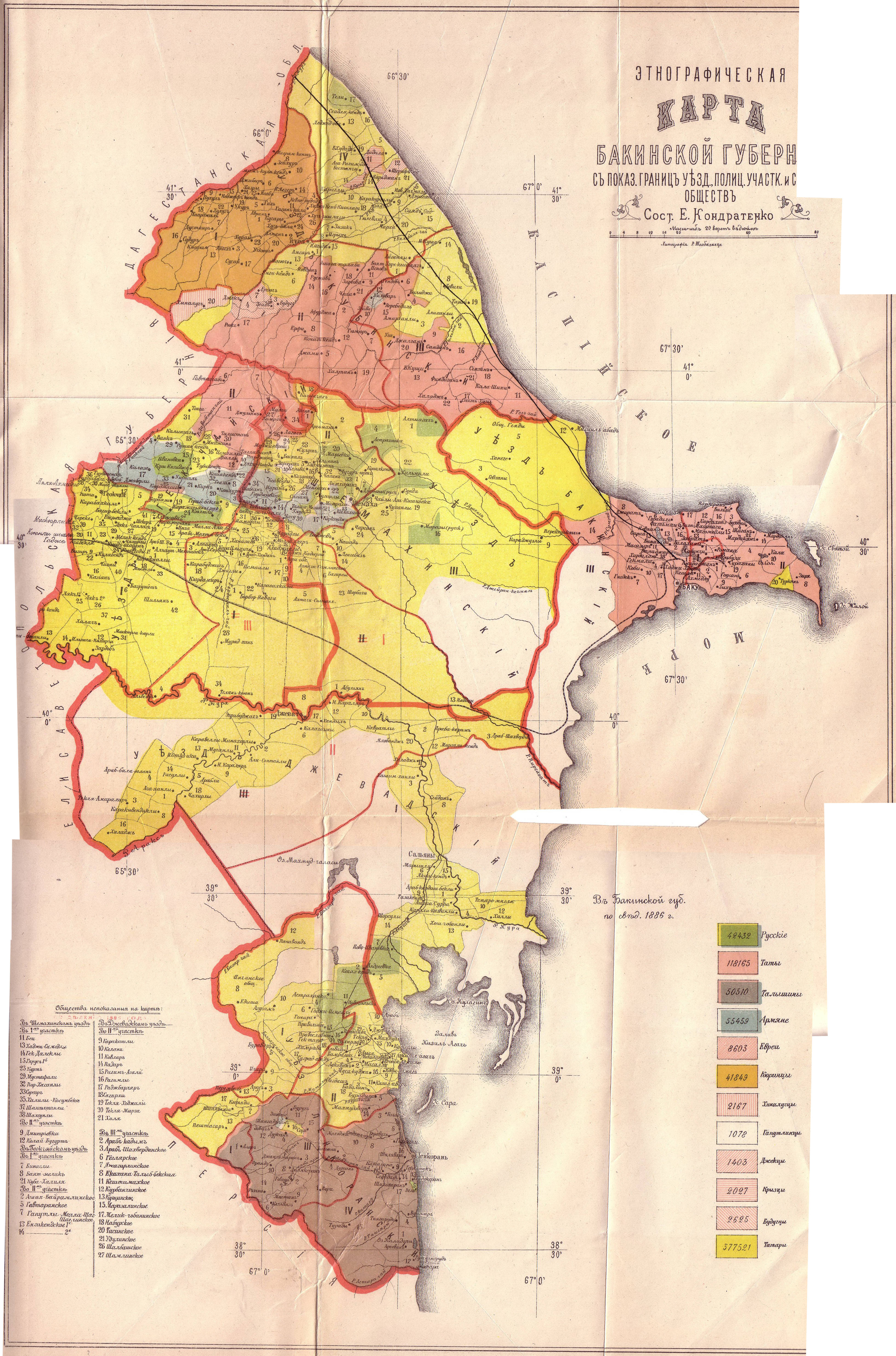
Mapa etniczna guberni bakijskiej

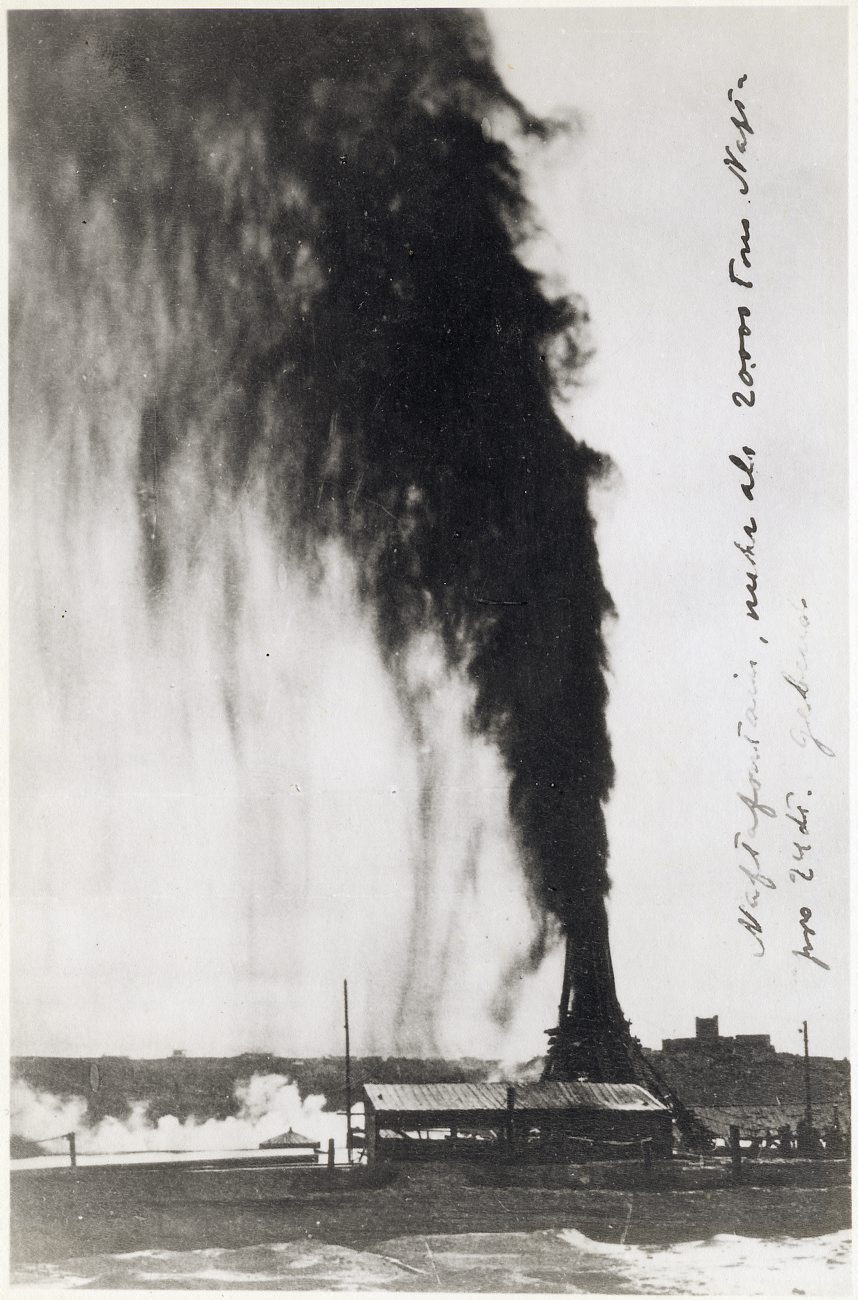
Szyb naftowy w Baku

Gubernia bakijska (ros. Бакинская губерния) – jednostka administracyjna Imperium Rosyjskiego na Kaukazie Południowym, utworzona ukazem Aleksandra II w 1859. Stolicą guberni było Baku. Wchodziła w skład Namiestnictwa Kaukaskiego. Istniała do 1918.
Gubernia była położona na zachodnim wybrzeżu Morza Kaspijskiego. Graniczyła od północy z obwodem dagestańskim, od zachodu z gubernią jelizawietpolską, od wschodu z Morzem Kaspijskim, od południa z Persją.
Powierzchnia guberni w 1897 wynosiła 39 100 km² (34 410 wiorst²). Gubernia w początkach XX wieku była podzielona na 6 ujezdów.

## Demografia
Ludność, według spisu powszechnego 1897 – 826 716 osób – Azerów (58,7%), Tatów (10,8%), Rosjan (8,9%), Ormian (6,3%), Lezginów (5,8%), Tałyszów (4,2%), Laków (1,4%), Niemców, Persów, Żydów i Awarów kaukaskich.

### Ludność w ujezdach według deklarowanej narodowości 1897[1]
| Ujezd            | Azerowie i Tatarzy | Tatowie | Rosjanie | Ormianie | Lezgini | Tałyszowie | Lakowie i in. narody lezgińskie | Niemcy | Persowie | Żydzi | Awarowie kaukascy |
| ---------------- | ------------------ | ------- | -------- | -------- | ------- | ---------- | ------------------------------- | ------ | -------- | ----- | ----------------- |
| Gubernia łącznie | 58,7%              | 10,8%   | 8,9%     | 6,3%     | 5,8%    | 4,2%       | 1,4%                            | …      | …        | …     | …                 |
| Bakijski         | 34,7%              | 18,9%   | 24,0%    | 12,3%    | …       | …          | …                               | 1,8%   | 2,6%     | 1,1%  | …                 |
| Geokczajski      | 79,0%              | 3,4%    | 2,1%     | 11,0%    | 1,7%    | …          | …                               | …      | …        | …     | 1,5%              |
| Dżebacki         | 93,3%              | …       | 4,5%     | …        | …       | …          | …                               | …      | …        | …     | …                 |
| Kubiński         | 38,3%              | 25,3%   | 1,4%     | …        | 24,4%   | …          | 6,3%                            | …      | …        | 2,2%  | …                 |
| Lenkoranski      | 64,7%              | …       | 7,2%     | …        | …       | 26,7%      | …                               | …      | …        | …     | …                 |
| Szemachiński     | 73,7%              | 3,7%    | 9,3%     | 11,7%    | …       | …          | …                               | …      | …        | …     | …                 |

Po przewrocie bolszewickim w Rosji i rozpędzeniu Konstytuanty Rosji przez bolszewików, Sejm Zakaukaski proklamował 10 lutego 1918 powstanie Zakaukaskiej Demokratycznej Republiki Federacyjnej w której skład weszła gubernia bakijska. Od 28 maja 1918 Demokratyczna Republika Azerbejdżanu. Po podboju Azerbejdżanu przez Armię Czerwoną w Azerbejdżańskiej Socjalistycznej Republice Radzieckiej (od 28 kwietnia 1920), w tym w latach 1922-1936 w składzie Zakaukaskiej Federacyjnej Socjalistycznej Republiki Radzieckiej – republiki związkowej ZSRR, w latach 1936-1991 samodzielna republika związkowa ZSRR. Od 1991 niepodległy Azerbejdżan.